# Biotopo risorgive di Flambro
Le Risorgive di Flambro sono un biotopo del Friuli-Venezia Giulia istituito come area naturale protetta nel 1998.
Occupa una superficie di 71 ha nella provincia di Udine.